# La storia siamo noi
La Storia siamo noi è un programma televisivo di approfondimento storico ideato nel 1997 da Renato Parascandolo, che all'epoca dirigeva la struttura di Rai Educational. Il programma è stato volta per volta condotto da Maurizio Maggiani, Corrado Augias, Michele Mirabella, Marino Sinibaldi, dal 1997 al 2002, e attualmente da Giovanni Minoli, dal 2002 al 2010 e dal 2024. È andato in onda su RaiSat 3 dal 1997 al 1999, su Rai Educational Sat dal 1999 al 2002, su Rai Storia, Rai 3 e Rai 2 dal 2002 al 2013 e dal 2024.

## Caratteristiche
Le prime quattro edizioni, sotto l'egida di Parascandolo (per complessive trecento puntate), hanno messo a confronto le inchieste televisive e i documentari degli anni cinquanta e sessanta con le immagini del presente, per mostrare e comprendere i mutamenti avvenuti in Italia e promuovere una riflessione sui possibili scenari futuri. Le grandi questioni che hanno caratterizzato il dopoguerra (lavoro, famiglia, scuola, salute, casa, trasporti, cultura ecc.) sono in gran parte illustrate con i materiali delle inchieste prodotte in passato dalla Rai, oltre che da istituti di ricerca pubblici e privati. Inoltre, per capire il significato del cambiamento, Rai Educational ha promosso nuove inchieste, parallele a quelle dei decenni trascorsi, con la partecipazione dei protagonisti di ieri e oggi.
Una prima serie di trasmissioni ha presentato le vicende delle città italiane nel dopoguerra e negli anni sessanta commentate in studio da storici, sociologi, economisti e studenti. Le straordinarie testimonianze conservate nelle Teche Rai sono state rapportate alla realtà odierna per mezzo di nuovi filmati, appositamente realizzati, che prendono spunto dalle inquadrature dei vecchi documentari per raccontare i mutamenti avvenuti. Nella seconda e terza serie di trasmissioni l'inchiesta televisiva - un genere che ha fatto la storia della Rai - si svolge ancora secondo lo schema del “viaggio in Italia”, con particolare riguardo alle regioni, qui intese, oltre i confini amministrativi, come aree storico-geografiche caratterizzate da storia e problemi comuni. Nella quarta serie, articolata in cinquantaquattro puntate, il filo conduttore è costituito dal tema dell'identità nazionale, intrecciato con il processo di modernizzazione del Paese.
Gli autori del programma hanno così inteso raccogliere l'indicazione del presidente della Repubblica per una rivisitazione del periodo della fondazione dello Stato italiano e per una rinascita del sentimento di unità nazionale. Tra le novità della quarta serie de La Storia siamo noi forse la più importante è la partecipazione attiva di migliaia di studenti delle scuole italiane i quali, con la supervisione dei loro insegnanti e il contributo tecnico di Rai Educational (attrezzature, registi), sono chiamati a realizzare brevi documentari sui luoghi e gli eventi più significativi della storia recente d'Italia, che è la loro storia. Oltre ai filmati di attualità e di repertorio, largo spazio è dedicato alle manifestazioni artistiche che hanno documentato, più o meno indirettamente, il progresso storico.
Ogni puntata affronta una tematica legata a fatti riguardanti la storia del XX secolo mediante documentari, filmati, interviste dell'epoca a cui abbina, talvolta, ricostruzioni. Il metodo di conduzione ed indagine è analitico e gli accadimenti, soprattutto quelli che hanno segnato le trasformazioni del paese, sono proposti in ordine cronologico. Il linguaggio è di tipo divulgativo, simile a quello che viene utilizzato anche in altre trasmissioni Rai. Oltre a fatti prettamente storici si occupa anche di famosi gialli mai risolti, di misteri della cronaca, di fatti di attualità e dei personaggi che hanno segnato il Novecento, il tutto supportato dall'immenso archivio Rai. Il progetto consta di 240 ore di storia all'anno. Viene data molta importanza all'aspetto sociologico della storia.
Il racconto del vissuto di taluni periodi storici, ad esempio anni cinquanta, non è affidato solo a una cronologia o a una mera ricostruzione degli avvenimenti; bensì avviene attraverso dati statistici, fotografie, articoli di giornali e trasmissioni televisive dell'epoca. Il titolo della trasmissione è tratto dal verso iniziale della canzone La storia di Francesco De Gregori, dall'album Scacchi e tarocchi: il motivo di De Gregori funse anche da sigla del programma durante la direzione di Renato Parascandolo. Attualmente la sigla del programma è il tema iniziale del primo movimento del Secondo Concerto per pianoforte e orchestra di Sergej Vasil'evič Rachmaninov. Il progetto grafico e l'art direction della sigla a cura di Roberto Laurenzi per lo studio CODESIGN.

## Riconoscimenti
- 2007 - Premio Regia Televisiva, categoria Top Ten.
- 2012 - Premio Regia Televisiva, categoria Top Ten.